# Sonia de la Paz
Sonia de la Paz Galán (1º giugno 1949) è un'ex cestista cubana.
È la moglie di Nancio Carrillo e la madre di Nancy Carrillo.

## Carriera
Con Cuba ha disputato i Campionati mondiali del 1971 e i Giochi olimpici di Mosca 1980.